# Tatsu

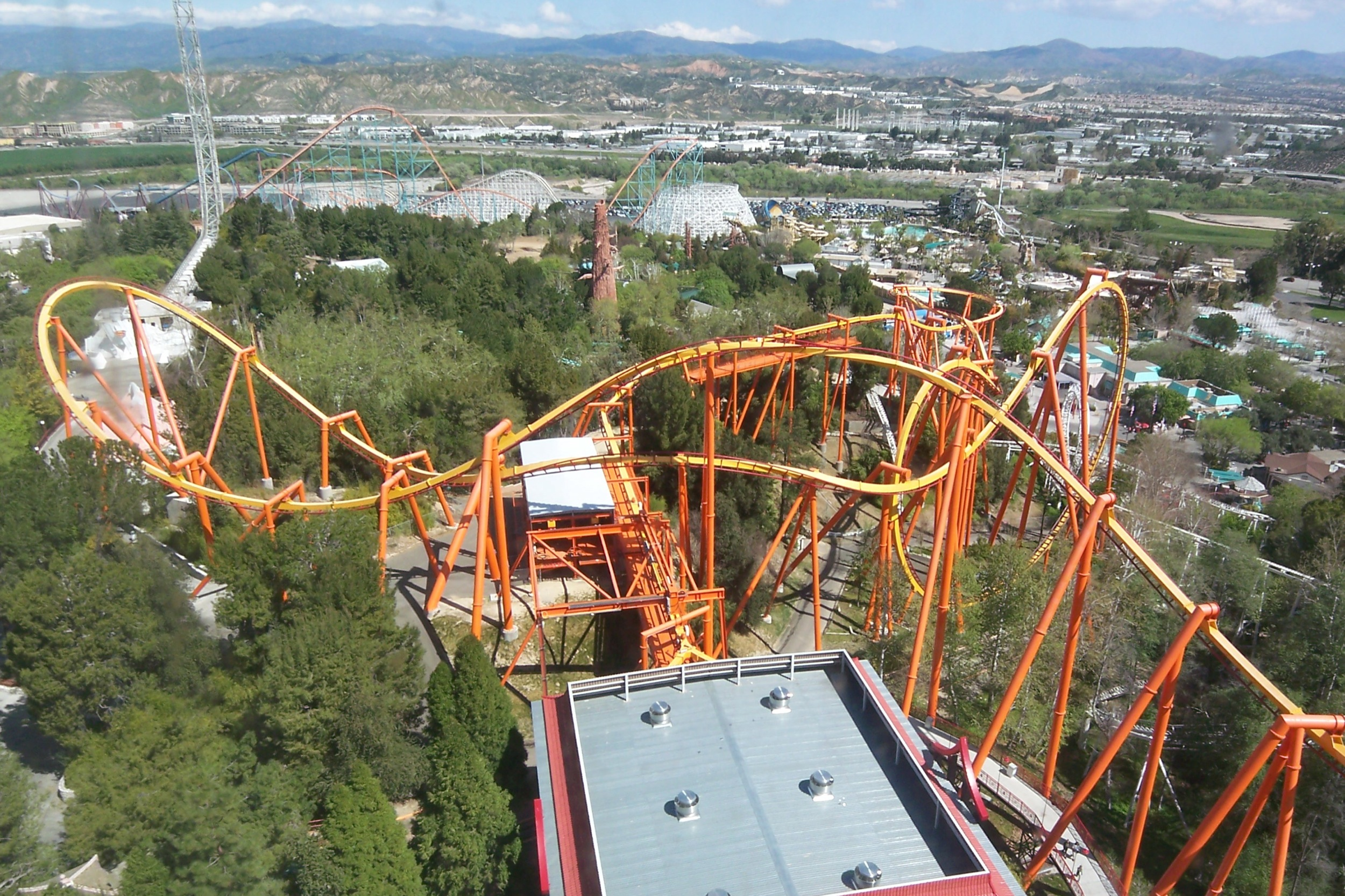
Montaña rusa Tatsu

Tatsu es una montaña rusa que se encuentra en Six Flags Magic Mountain, Valencia, California. 
Fue construida por Bolliger y Mabillard e inaugurada el 13 de mayo de 2006.
Sus asientos están diseñados para tener un vuelo boca abajo a 90° todo el viaje. Esta experiencia se clasifica como única considerándose una de las mejores montañas rusas del mundo. El trayecto recorre 1.098 metros, atraviesa cuatro áreas del parque y destaca un cambio de elevación de 80 metros. La atracción alcanza una velocidad máxima de 100 Km/h.
El viaje en Tatsu tiene una duración de 49 segundos y recibe un promedio de 1.600 usuarios por hora. Se pueden cargar dos trenes de pasajeros al mismo tiempo.
- Datos: Q1688754
- Multimedia: Tatsu / Q1688754